# Kazimierz Gregorkiewicz

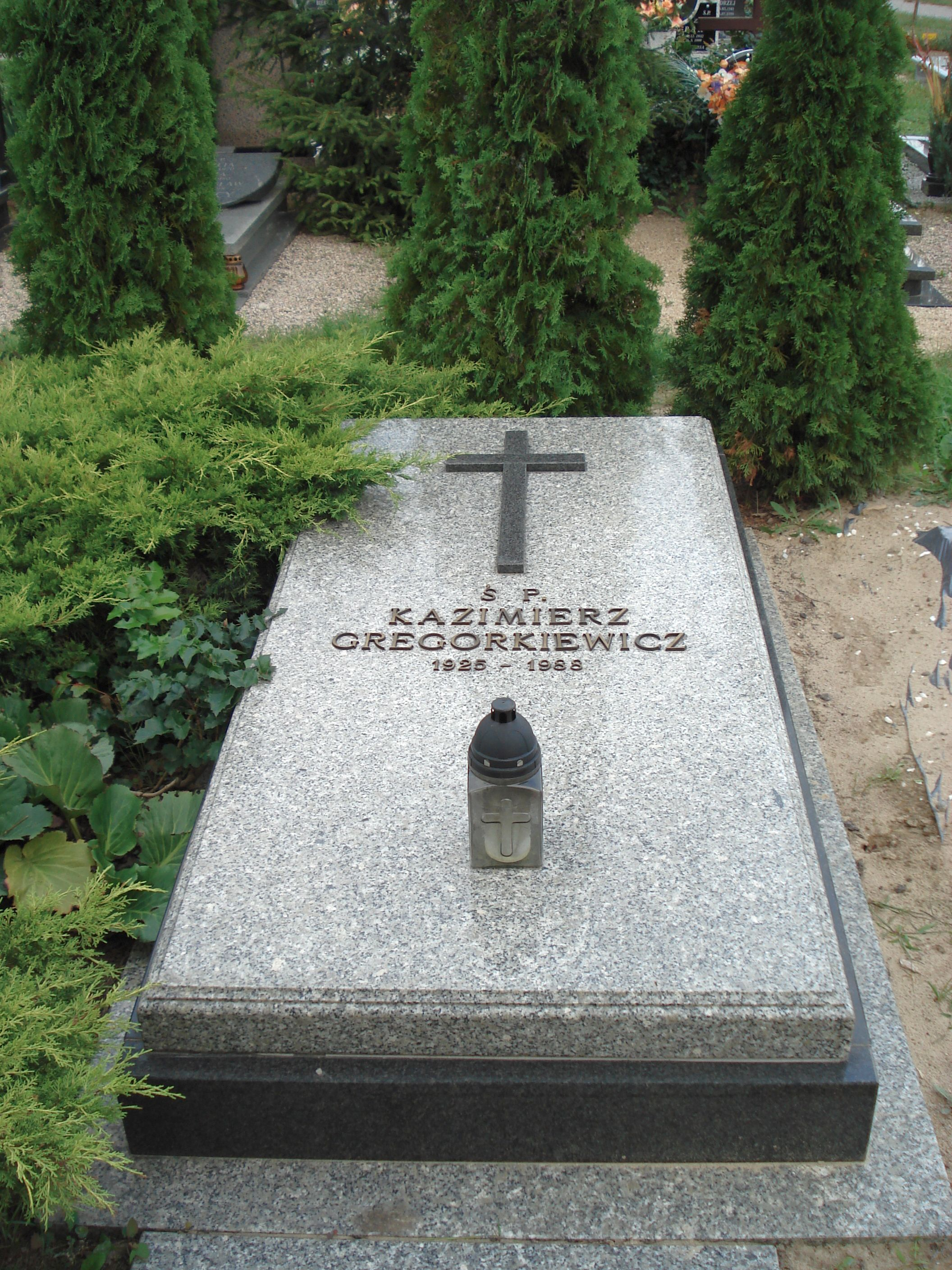
Grób Kazimierza Gregorkiewicza

Kazimierz Gregorkiewicz (ur. 30 czerwca 1925 w Toruniu, zm. 24 kwietnia 1988 w Poznaniu) – polski inżynier architekt, urbanista, działacz społeczny.

## Życiorys
Syn urzędnika państwowego Jana Gregorkiewicza i Felicji z d. Wrzesińskiej. Podczas okupacji niemieckiej przebywał w Ostrowcu Świętokrzyskim i w latach 1942–1944 uczęszczał do Szkoły Budowlanej w Radomiu. W 1945 uzyskał w Toruniu świadectwo dojrzałości. W latach 1945–1947 studiował architekturę na Politechnice Gdańskiej, a następnie, do 1950, w Szczecinie, co łączył z pracą zawodową. W latach 1950–1955 pracował w pracowni urbanistycznej „Miastoprojektu” w Toruniu, w latach 1955–1959 w Miejskiej Pracowni Urbanistycznej w Bydgoszczy i następnie w analogicznej pracowni w Toruniu. W latach 1975–1978 i 1984-1985 był dyrektorem i głównym projektantem Wojewódzkiego Biura Planowania Przestrzennego w Toruniu (w międzyczasie wicedyrektorem). Od 1 kwietnia 1985 był dyrektorem Wydziału Planowania Przestrzennego, Urbanistyki, Architektury i Nadzoru Budowlanego Urzędu Wojewódzkiego w Toruniu. Jeszcze w 1968 uzyskał tytuł magistra ekonomii po ukończeniu studiów na Akademii Ekonomicznej w Poznaniu, a w 1971 ukończył Podyplomowe Studium Urbanistyki na Wydziale Architektury Politechniki Warszawskiej. Kierował opracowaniem kolejnych ogólnych i szczegółowych planów zagospodarowania przestrzennego Torunia, a także Ciechocinka, aglomeracji bydgosko-toruńskiej i województwa toruńskiego. Był rzeczoznawcą SARP i Towarzystwa Urbanistów Polskich, zasiadał w sądach konkursowych. Opublikował kilkanaście opracowań poświęconych przede wszystkim zagadnieniom urbanistyki Torunia (m.in. Toruń. Przestrzenny rozwój miasta, 1983). Działał w Toruńskim Towarzystwie Kultury, Wojewódzkim Obywatelskim Komitecie Ochrony Pomników Walki i Męczeństwa oraz w Towarzystwie Miłośników Torunia, gdzie sprawował czołowe funkcje kierownicze. Został wyróżniony w 1969 Srebrnym Krzyżem Zasługi oraz  odznaczeniami zawodowymi. Pogrzeb odbył się 29 kwietnia 1988 na cmentarzu św. Jerzego w Toruniu, później zwłoki zostały przeniesione do grobu rodzinnego na cmentarzu parafii Matki Bożej Pocieszenia w Poznaniu przy ul. Borówkowej w Suchym Lesie. W Toruniu znajduje się ulica jego imienia.